# Округ Мерсер (Илиноис)
Мерсер (енгл. Mercer County) је округ у америчкој савезној држави Илиноис.

## Демографија
По попису из 2010. године број становника је 16.434, што је 523 (-3,1%) становника мање 2000. године.
| Група             | 2000.          | 2010.          |
| Белци             | 16.551 (97,6%) | 15.912 (96,8%) |
| Афроамериканци    | 50 (0,3%)      | 47 (0,3%)      |
| Азијати           | 29 (0,2%)      | 52 (0,3%)      |
| Хиспаноамериканци | 216 (1,3%)     | 307 (1,9%)     |
| Укупно            | 16.957         | 16.434         |